# Дембе (Сілезьке воєводство)
Дембе (пол. Dębie) — село в Польщі, у гміні Попув Клобуцького повіту Сілезького воєводства.
Населення — 294 особи (2011).
У 1975-1998 роках село належало до Ченстоховського воєводства.

## Демографія
Демографічна структура станом на 31 березня 2011 року:
|          | Загалом | Допрацездатний вік | Працездатний вік | Постпрацездатний вік |
| -------- | ------- | ------------------ | ---------------- | -------------------- |
| Чоловіки | 155     | 36                 | 108              | 11                   |
| Жінки    | 139     | 21                 | 81               | 37                   |
| Разом    | 294     | 57                 | 189              | 48                   |